# The Prestige
The Prestige är en brittisk-amerikansk thriller-mysteriefilm från 2006 i regi av Christopher Nolan. Filmens manus är baserat på Christopher Priests roman Skenverk från 1995. I huvudrollerna ses Hugh Jackman, Christian Bale, Michael Caine, Scarlett Johansson, David Bowie, Piper Perabo, Andy Serkis och Rebecca Hall.

## Handling
I London under slutet av 1890/1900-talet lever och verkar två rivaliserande illusionister som efter en dödsolycka blivit ärkefiender. Alfred är en lysande magiker som saknar karisma, medan Robert är medioker som trollkarl men en fantastisk underhållare. Då Alfred presenterar vad som tycks vara det perfekta tricket blir Robert besatt av att komma på hur han utfört det och hur han själv ska kunna kopiera det. Jakten leder honom till USA och den mystiske elektricitetforskaren Nikola Tesla som förser honom med en djävulsk maskin och snart har hans besatthet fört honom ner i en sjuk och mörk spiral som inte kommer att sluta förrän han har nått botten.

## Om filmen
Filmen bygger på en roman, med den svenska titeln Skenverk, av Christopher Priest. Filmen och boken har fått sitt namn av trolleritrickens tredje akt, The Prestige, där trollkonstnären trollar tillbaka det objekt som försvann tidigare under akten.
Hugh Jackman och Christian Bale spelar huvudrollerna som trollkarlarna Robert Angier och Alfred Borden som blir ärkefiender efter att Alfred råkat döda Julie McCullough, Angiers fru. Andra medverkade är Michael Caine, Scarlett Johansson, David Bowie och Piper Perabo. Filmen nominerades till två Oscars, Nathan Crowley och Julie Ochipinti för Bästa art director och Wally Pfister för Bästa foto. 
Filmen hade premiär i Sverige den 25 december 2006.

## Rollista i urval
| Hugh Jackman       | – Robert Angier/Den store Danton |
| Christian Bale     | – Alfred Borden                  |
| Michael Caine      | – Cutter                         |
| Piper Perabo       | – Julia Angier                   |
| Rebecca Hall       | – Sarah Borden                   |
| Scarlett Johansson | – Olivia Wenscombe               |
| Samantha Mahurin   | – Jess                           |
| David Bowie        | – Nikola Tesla                   |
| Andy Serkis        | – Alley                          |
| Daniel Davis       | – domare                         |
| Jim Piddock        | – åklagare                       |
| Christopher Neame  | – försvarare                     |
| Mark Ryan          | – kapten                         |
| Roger Rees         | – Owens                          |
| Ricky Jay          | – Milton                         |

## Kritiskt mottagande
Filmen fick positiva recensioner. Dagens Nyheters filmskribent Maaret Koskinen gav filmen en 3:a. Svenska Dagbladet gav filmen 5 av 6 och citerade "Jackman och Bale är njutbara som de besatta rivalerna och Caine fin som sansad trolleriexpert, med god hjälp av bland andra Scarlett Johansson som korsetterad trolleriassistent och David Bowie som Nikola Tesla, han med generatorerna, filmens ende verklige karaktär och kanske den mest bisarre av dem alla".
På Rotten Tomatoes har 75% av kritiker röstat filmen positiv. Hos Metacritic har filmen fått 66 av 100.

## Publikinströmning
Vid filmens första helg drog den in $14 801 808 i USA, som gjorde filmen #1. Filmen fortsatte att dra in ytterligare $53 miljoner inrikes. Totalt har filmen dragit in $109 miljoner över hela världen.